# Йосеф Авідар
Йосеф Авідар (івр. אבידר; ім'я при народженні — Йозеф Рохел (пол. Józef Rojchel); 7 травня 1906, м. Кременець нині Тернопільської області — 13 вересня 1997, Єрусалим, Ізраїль) — ізраїльський військовий, політичний та громадський діяч. Дипломат. Бригадний генерал Армії оборони Ізраїлю.

## Життєпис
Народився 7 травня 1906 року у Кременці на Тернопільщині. Походив з відомої заможної родини Рохел. Він приїхав у Підмандатну Палестину (Земля Ізраїльська) у 1925 році. 1927 року вступив в єврейську партизанську військову організацію «Гаґана». Через організаторські здібності його висунули в ряди лідерів «Гаґани». Від 1937 року був членом Верховного командування, від 1946 року — заступником голови головного штабу організації. У 1947—1948 роках Авідар був начальником відділу забезпечення «Гаґани», а у 1948—1949 роках — начальник відділу забезпечення Армії оборони Ізраїлю. У 1950—1955 роках  — командувач Центральним та Південним військовими округами ізраїльської армії.
У 1955–1958 роках Авідар був послом Ізраїлю у Радянському Союзі. Перебуваючи на цій посаді, встановив зв'язки з євреями, які бажали виїхати до Ізраїлю, активно сприяв поширенню інформації про Ізраїль, пробудженню національної самосвідомості радянських євреїв. У 1960—1968 роках був послом Ізраїлю в Аргентині, сприяв репатріації євреїв.
У 1958—1960 роках Авідар працював генеральним директором міністерства праці Ізраїлю, у 1968—1971 роках й до виходу на пенсію — фінансовим інспектором Гістадруту.
Помер 13 вересня 1997 році в Єрусалимі.

## Родина
Дружина Йосефа Авідара — ізраїльська дитяча письменниця Яміма Черновіч-Авідар. Одружилися у 1932 році. У шлюбі народилося двоє доньок — Дана та Рама. Саме від імен його доньок походить прізвище Йосефа, а саме від слів Аві (батько) – Да (від імені його дочки Дани) – Р (від імені другої дочки — Рами), тобто — батько Дани та Рами, яке він узяв собі вже після переїзду на Землю Ізраїльську.